# Hương Sơn, Tân Kỳ
Hương Sơn là một xã thuộc huyện Tân Kỳ, tỉnh Nghệ An, Việt Nam.
Xã Hương Sơn có diện tích 35,52 km², dân số năm 2005 là 5481 người, mật độ dân số đạt 154 người/km².
Dân tộc : kinh, thái (thanh),...